# Sectorul 1
Sectorul 1 este un sector în București situat în partea de nord-vest a municipiului, cuprins între sectoarele 2 și 6.

## Delimitare
Începând de la intersecția B-dul 1848 cu B-dul. Republicii și B-dul Nicolae Bălcescu:
- Limita de sud: P-ța Nicolae Bălcescu (exclusiv), B-dul. Carol I (exclusiv) până la intersecția cu Calea Victoriei, B-dul Regina Elisabeta (exclusiv),  B-dul. Mihail Kogălniceanu (exclusiv) până la podul Elefterie.
- Limita de sud-vest: râului Dâmbovița de la podul Elefterie până la Str. Mircea Vulcănescu, Str. Mircea Vulcănescu (exclusiv) până la Calea Plevnei, pe Calea Plevnei (exclusiv) până la intersecția șoselei Orhideelor cu Calea Giulești, Calea Giulești (exclusiv) până la Drumul Carierei, Drumul Carierei (inclusiv) până la linia căii ferate București-Roșiori, linia căii ferate București-Roșiori până la linia căii ferate de centură.
- Limita nord-vestică: Calea ferată de centură până la liziera vestică a pădurii Tunari.
- Limita estică: o linie convențională care pornește de la liziera vestică a pădurii Tunari până la Str. Vadul Moldovei (inclusiv), Str. Vadul Moldovei (cuprinde și grădina zoologică Băneasa), până la intersecția căii ferate București-Constanța cu Șos. Pipera. De la această intersecție limita urmează traseul pe Șos. Pipera (exclusiv), Calea Floreasca (inclusiv), Str. Polonă (inclusiv) până la P-ța Gheorghe Cantacuzino (exclusiv), Str. Jean-Louis Calderon, Str.Pictor Verona până la intersecția cu Str. Pitar Moși, Str. Pitar Moși până la Str. C.A. Rosetti, Str. C.A. Rosetti până la B-dul Nicolae Bălcescu, B-dul Nicolae Bălcescu până la intersecția cu B-dul Carol I (toate inclusiv).

## Politică
Primarul sectorului 1 începând cu 01 Noiembrie 2024 va fi George-Cristian Tuță (fost șef de cabinet al fostului director SRI, Eduard Hellvig) de la Alianța PSD-PNL (PSD-PNL). Consiliul Local al Sectorului 1 va fi format din 27 de consilieri, cu următoarea compoziție bazată pe partid politic, după alegerile locale din 2024:
| Partid | Partid          | Consilieri | Componența Consiliului | Componența Consiliului | Componența Consiliului | Componența Consiliului | Componența Consiliului | Componența Consiliului | Componența Consiliului | Componența Consiliului | Componența Consiliului | Componența Consiliului | Componența Consiliului |
| ------ | --------------- | ---------- | ---------------------- | ---------------------- | ---------------------- | ---------------------- | ---------------------- | ---------------------- | ---------------------- | ---------------------- | ---------------------- | ---------------------- | ---------------------- |
|        | Alianța PSD-PNL | 11         |                        |                        |                        |                        |                        |                        |                        |                        |                        |                        |                        |
|        | ADU             | 11         |                        |                        |                        |                        |                        |                        |                        |                        |                        |                        |                        |
|        | AUR             | 3          |                        |                        |                        |                        |                        |                        |                        |                        |                        |                        |                        |
|        | REPER           | 2          |                        |                        |                        |                        |                        |                        |                        |                        |                        |                        |                        |

Orașe (zone/sectoare) înfrățite cu Sectorul 1:
- Bagheria, Italia
- Catania, Italia
- Zona Aglantzia a Nicosiei, Cipru
- São Gonçalo, Brazilia
- Roma Zona 19, Italia
- Ruse, Bulgaria

## Muzee
- Muzeul de Ceramică
- Muzeul Național de Antichitate
- Casa Mem. Pictor Tatarascu
- Muzeul Victor Babeș
- Muzeul Theodor Aman
- Muzeul de Artă Frederic Storck și Cecilia Cuțescu-Storck
- Observatorul Astronomic Amiral Vasile Urseanu
- Casa Memorială Nottara
- Muzeul Literaturii Române
- Muzeul Gheorghe Marinescu
- Muzeul Militar Național
- Muzeul C.F.R.
- Muzeul Comunității Evreiești
- Muzeul Ing. D-tru Minovici
- Muzeul de Artă Populară Prof. Dr. Nicolae Minovici
- Muzeu de Artă Veche Apuseană
- Muzeul Comunității Armenești
- Casa Muz. Theodor Pallady
- Muzeul Colecțiilor de Artă
- Muzeul George Enescu
- Casa Mem. George Călinescu
- Muzeul Satului Dimitrie Gusti
- Complexul Muzeal Mănăstirea Antim
- Muzeul Corneliu Mendrea
- Muzeul Național De Istorie Naturală Grigore Antipa
- Muzeul Național de Geologie
- Muzeul Național al Țăranului Român
- Muzeul Național de Artă al României
- Muzeul Memorial Cornel Medrea
- Muzeul Național al Hărților și Cărții Vechi
- Muzeul Zambaccian